# Бунт (1999)
Бунт (на английски: Rebellion) е първото pay-per-view събитие от поредицата Бунт, продуцирано от Световната федерация по кеч (WWF). Събитието се провежда на 2 октомври 1999 г. в Бирмингам, Англия.

## Резултати
| №                                                                        | Резултати                                                                                         | Правила                                               | Време |
| ------------------------------------------------------------------------ | ------------------------------------------------------------------------------------------------- | ----------------------------------------------------- | ----- |
| 1Т                                                                       | Крисчън побеждава Краш Холи                                                                       | Индивидуален мач                                      | 4:39  |
| 2                                                                        | Джеф Джарет (ш) (с Мис Кити) поб. Д'Ло Браун                                                      | Индивидуален мач за Интерконтиненталната титла на WWF | 6:00  |
| 3                                                                        | Кръстника поб. Гангрел                                                                            | Индивидуален мач                                      | 4:04  |
| 4                                                                        | Вал Винъс поб. Марк Хенри                                                                         | Индивидуален мач                                      | 3:01  |
| 5                                                                        | Айвъри (ш) поб. Жаклин, Луна Вашон и Тори                                                         | Мач Четири ъгъла за Титлата при жените на WWF         | 3:16  |
| 6                                                                        | Крис Джерико (с Къртис Хюз) поб. Роуд Дог                                                         | Индивидуален мач                                      | 10:29 |
| 7                                                                        | Чайна поб. Джеф Джарет (с Мис Кити) чрез дисквалификация                                          | Индивидуален мач                                      | 2:22  |
| 8                                                                        | Кейн поб. Грамадата                                                                               | Мач без дисквалификации                               | 7:54  |
| 9                                                                        | Британския Булдог поб. Екс Пак                                                                    | Индивидуален мач                                      | 5:10  |
| 10                                                                       | Острието и Крисчън поб. Дяконите (Брадшоу и Фарук) и Братовчедите Холи (Краш Холи и Хардкор Холи) | Троен мач                                             | 9:03  |
| 11                                                                       | Трите Хикса (ш) поб. Скалата излизайки от клетката                                                | Мач в Стоманена клетка за Титлата на WWF              | 22:56 |
| - (ш) – указва шампиона/шампионите в мача - Т – показва, че мача е тъмен |                                                                                                   |                                                       |       |